# Mart Laar
Mart Laar (født 22. april 1960) er en estisk statsmand og historiker. Han var premierminister i Estland i perioderne 1992-1994 og 1999-2002. Laar er krediteret for at have været med til at sikre Estlands hurtige økonomiske udvikling i 1990'erne.
I april 2011 Mart Laar blev forsvarsminister under premierminister Andrus Ansip og fungerede indtil sin fratræden på grund af helbredsproblemer i maj 2012.
I april 2013 udnævnte Riigikogu Laar som formand for bestyrelsen for Estlands nationalbank, han begyndte på posten her den 12. juni 2013.